# Kloster Unterzell
Das Kloster Unterzell ist ein ehemaliges Kloster der Prämonstratenserinnen in Zell am Main bei Würzburg in Bayern in der Diözese Würzburg.

## Geschichte
Der Jungfrau Maria und Cäcilia von Rom geweiht, wurde das Kloster Unterzell um 1230 von Hermann I. von Lobdeburg gegründet. Als Bischof von Würzburg verlegte er dazu den Frauenkonvent, der dem Kloster Oberzell angegliedert war. Aufständische erbuntertänige Bauern plünderten 1525 im Deutschen Bauernkrieg das Kloster. 1562 kam es unter Fürstbischof Friedrich von Wirsberg in die Verwaltung der Fürstbischofe vom Hochstift Würzburg. 1642 bildete sich ein neuer Konvent von Chorfrauen. Ein dunkles Kapitel der Geschichte des Klosters Unterzell ist das Schicksal der Superiorin Maria Renata Singer von Mossau, welche 1749 während der Hexenverfolgungen im Hochstift Würzburg zum Tode verurteilt und hingerichtet wurde. Das Kloster wurde 1803 im Zuge der Säkularisation in Bayern aufgelöst und an Interessenten verkauft. Der Kirchenraum diente zeitweilig als Ziegenstall. Der Hochaltar und zwei Seitenaltäre kamen nach Alt St. Josef in Oberdürrbach.

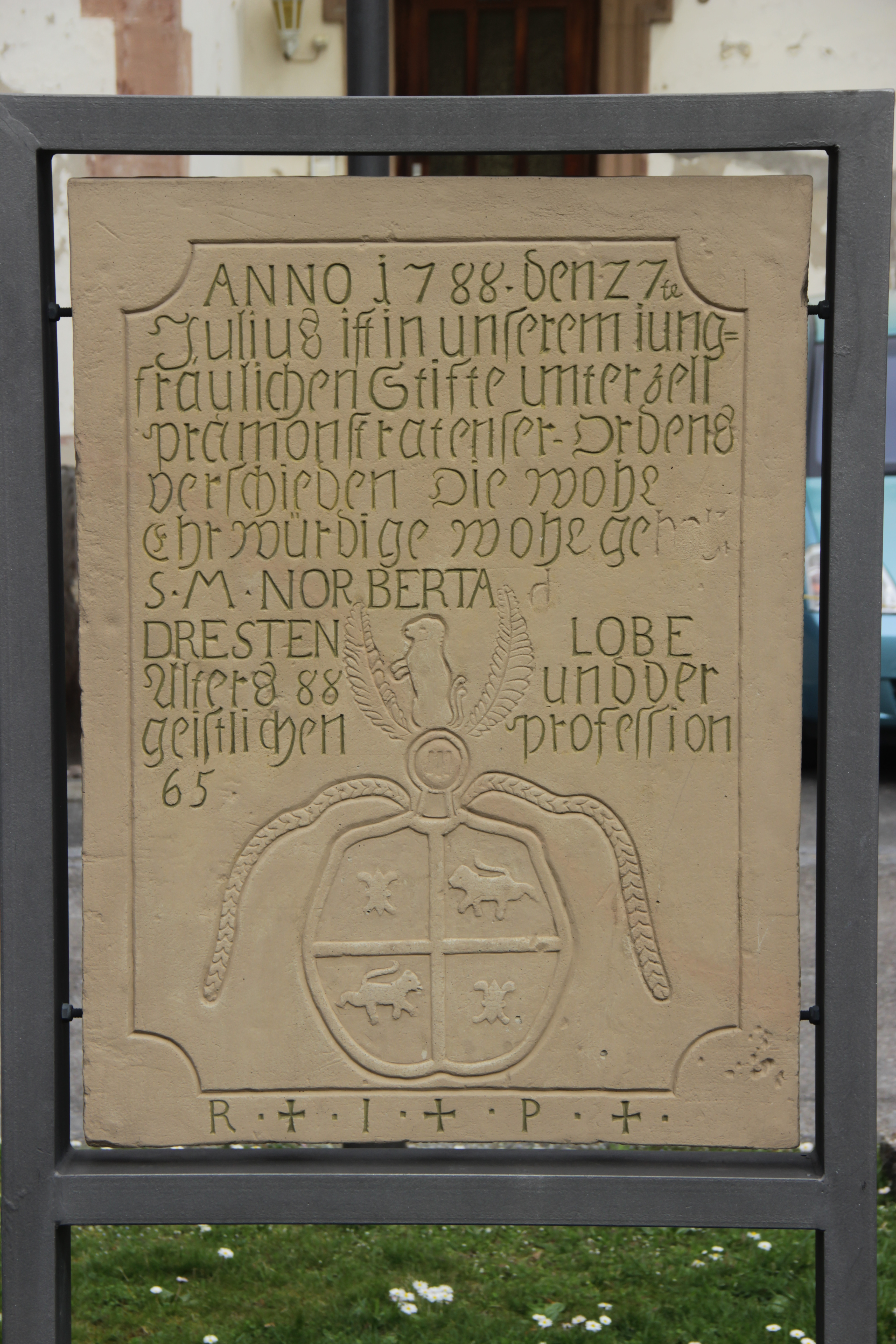
Grabplatte in der Klosterruine
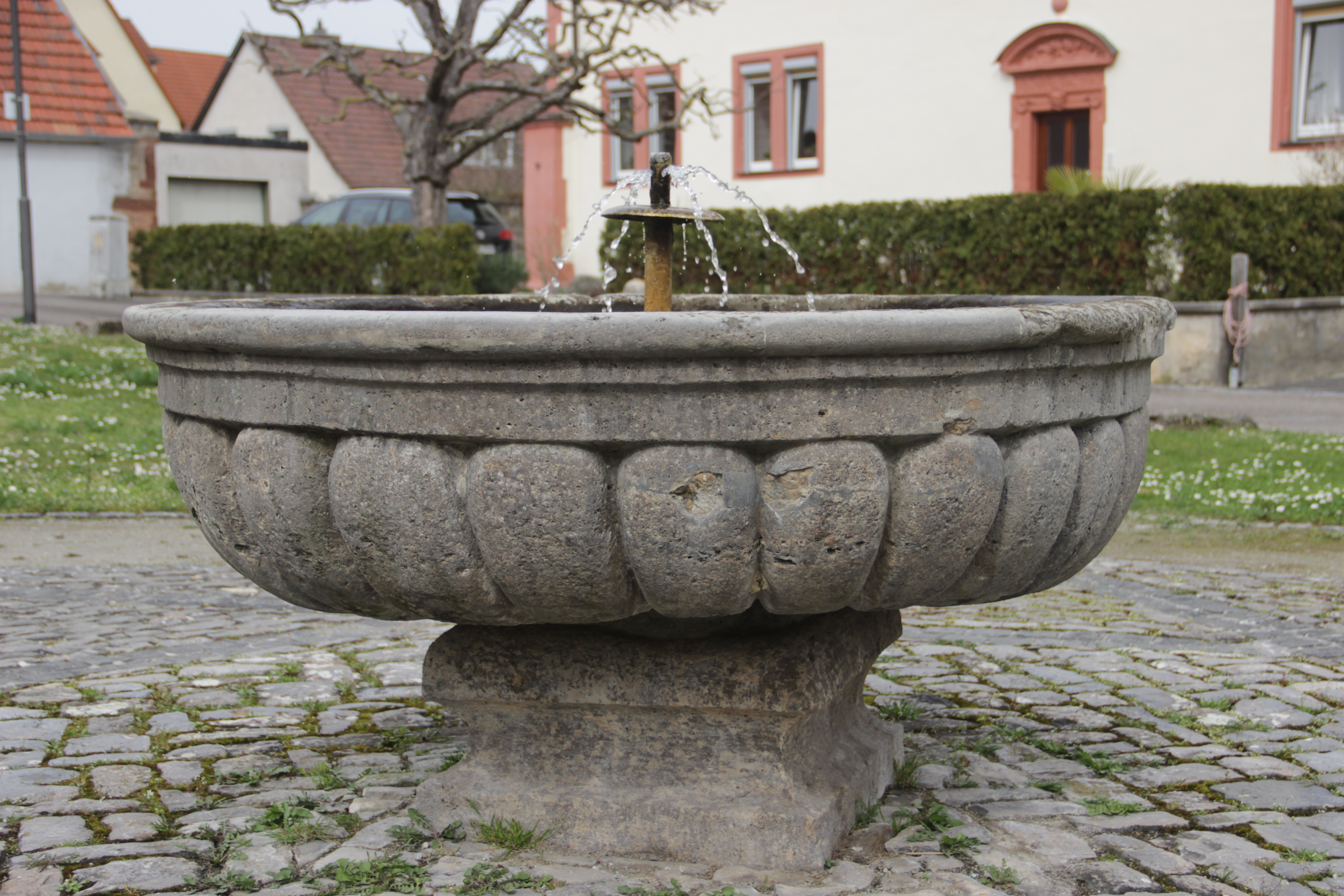
Brunnenschale (17. Jh.)

### Jüdisches Leben im ehemaligen Kloster
Im Zuge der Hep-Hep-Krawalle 1819 waren viele Jeschiwaschüler und andere Juden aus Würzburg ins Umland geflohen, unter anderem nach Theilheim bei Werneck zu Rabbi Mendel Rosenbaum. Rosenbaum erwarb mit anderen das ehemalige Kloster und siedelte 1822 mit Familie und Lazarus Bergmann dahin über. Sie gründeten mit einigen der geflohenen Würzburger dort eine neue jüdische Gemeinde und in der Folge auch eine Talmudschule. Neben seinem Erwerb als Vieh- und Warenhändler errichtete Rosenbaum in Unterzell einen Kolonialwarenhandel und eine Nagelschmiede. Ab 1825 leitete Bergmann die Nagelschmiede. Nach seiner Alija mit Frau und Kindern 1834 führte Rosenbaums ältester Sohn Moses Rosenbaum sie fort.

### Marktrecht für Zell
Rosenbaums wirtschaftliche Unternehmungen in Unterzell mit der in Oberzell ansässigen Schnelldruckpressenfabrik von Friedrich Koenig (1774–1833) und Andreas Bauer (1783–1860) waren ausschlaggebend dafür, dass Oberzell und Unterzell 1833 als Zell am Main zusammengefasst wurden und das Marktrecht erhielten.

### Kriegszerstörungen
Ein Luftangriff am 31. März 1945 – nach dem Bombenangriff auf Würzburg am 16. März 1945 – zerstörte Kloster und Kirche. Die Klosterkirche blieb Ruine, während das Klostergebäude in der Nachkriegszeit zu Wohnungen umgebaut wurde.

## Neues kirchliches Leben ab 1971

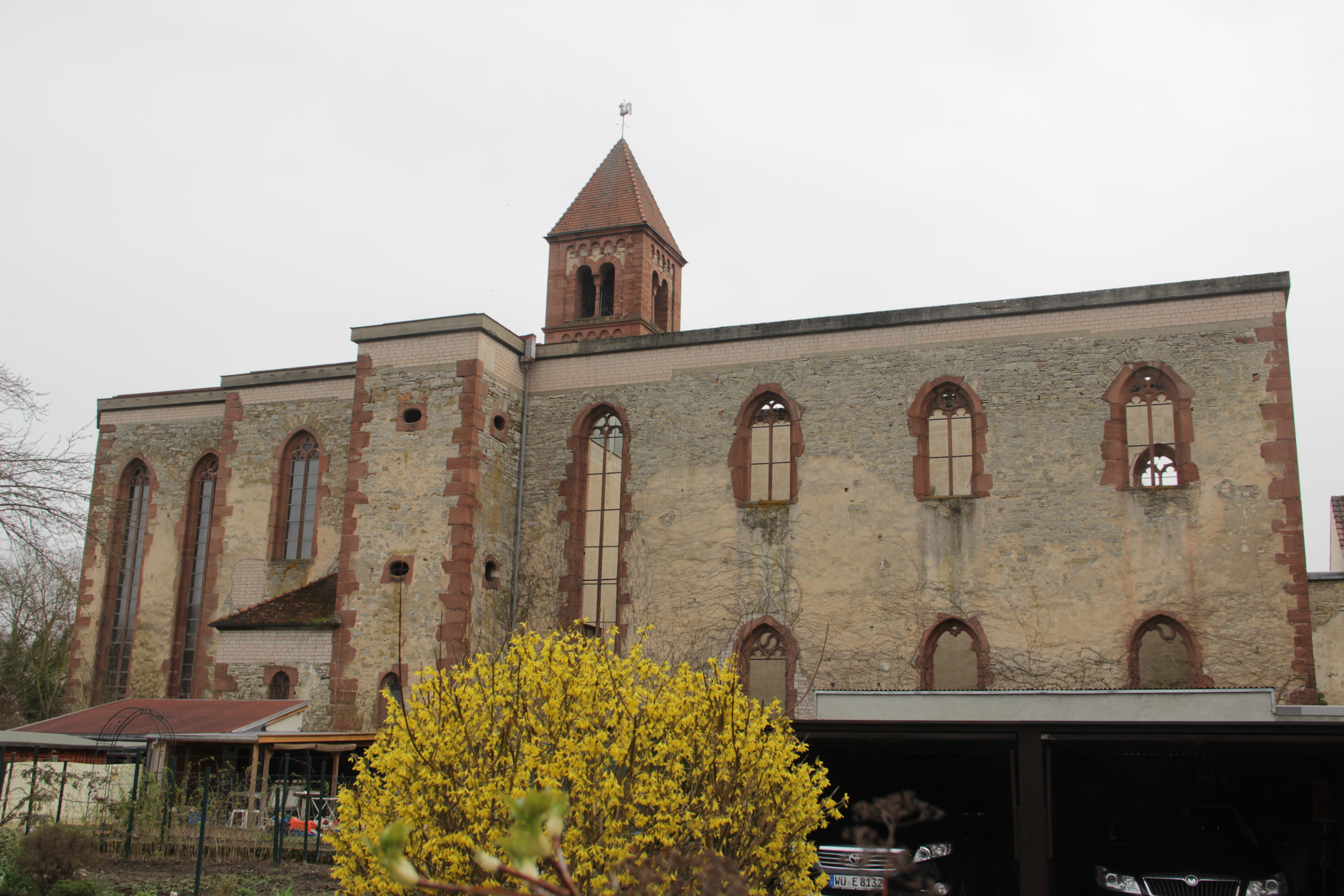
Evangelische Versöhnungskirche (links) in den Umfassungsmauern (Chor, Querschiff und Turm) der ehemaligen Klosterkirche

Eigentümer des Kirchengrundstücks waren der frühere Landwirt Heinrich Weckesser, seine Tochter und ihr Ehemann. Weckesser war nach eigenem Bekunden in dem seinerzeit als Wohnraum genutzten Chor zur Welt gekommen. 
Da das Gewölbe über dem Langhaus einsturzgefährdet war, erließ das Landratsamt Würzburg gegenüber den Eigentümern mit Datum vom 7. Dezember 1966 eine Abbruchverfügung. Weckesser erklärte dem Leiter der Bauabteilung des Landratsamts, dem Regierungsrat Hans-Joachim Wachsmuth, dass er der Abbruchverfügung nicht nachkommen werde; denn als Rentner könne er die Abbruchkosten  nicht aufbringen. Wachsmuth gab ihm zu überlegen, die Kirchenruine zu verkaufen. Der Käufer könnte dann die Abbruchkosten übernehmen. Wachsmuth dachte dabei an die evangelische Kirche als möglichen Interessenten. Die Gemeinde in Zell hatte kein eigenes Gotteshaus und konnte nur einen Raum im 2. Stock des ehemaligen Schulgebäudes für den Gottesdienst nutzen. Weckesser lehnte zunächst einen Verkauf ab.
Da wegen der Einsturzgefahr eine Lösung drängte, setzte sich Wachsmuth im Januar 1967 mit dem Evangelisch-Lutherischen Dekanat Würzburg, in Verbindung. Dekan Bezzel war von dem Vorschlag eingenommen und befürwortete beim Evangelisch-Lutherischen Landeskirchenrat in München den Kauf der Ruine. Wegen der Förderung aus Denkmalschutzmitteln kontaktierte Wachsmuth bei der Bamberger Außenstelle des Bayerischen Landesamts für Denkmalpflege den Oberkonservator Anton Ress. Von Ress erhielt Dekan Bezzel die Zusage eines Zuschusses aus Denkmalpflegemitteln für die Sicherung und Erhaltung der Kirchenruine. Zur Deckung der Abbruchkosten bewilligte der Kreisausschuss des Landkreises Würzburg am 6. Februar 1967 einen Zuschuss von 10.000 Deutsche Mark. Der Generalkonservator Torsten Gebhard sagte staatliche Förderung aus Denkmalpflegemitteln in Höhe von 100.000 DM zu. Wachsmuth bewegte Weckesser zum Verkauf der Klosterruine für 10.000 DM. Der Kaufvertrag mit ihm und seinen Miteigentümern wurde am 6. September 1967 in Würzburg beurkundet.
Die Bauaufsicht für die Sicherungs- und Gestaltungsarbeiten an der Klosterruine (und am Südturm) lag bei Baurat Luther vom Evang.-Luth. Landeskirchenrat. Durchgeführt wurden sie nach den Vorgaben des Landesamtes für Denkmalschutz von Hermann Kistner. Die Gestaltung des Kirchenraums oblag Gerhard Grellmann. Seine Stellung des Altars und die Ausrichtung der Gemeinde wurden jedoch in späteren Jahren grundlegend geändert. Aus der Ruine der ehemaligen Klosterkirche der Prämonstratenserinnen entstand die Evang. Luth. Versöhnungskirche. Ihr Kirchenraum umfasst nicht nur den Chorraum, sondern, überdacht mit einem Flachdach, auch den östlichen Teil des Langhauses bis zur Westkante des Turmpaares. Die Umfassungsmauern des Langhauses konnten in der vollen Höhe erhalten und von den Türmen bis zur Westgiebelwand gesichert werden. Sie bilden heute als offenen Innenhof den Vorraum der Versöhnungskirche. Die Mauerreste des Querschiffs begrenzen einen kleinen Garten.

## Weiterführende Literatur
- Maria Fischer-Flach: Protokollbuch des Frauenklosters in Unterzell bei Würzburg. Echter, Würzburg 1987.